# Maitland (Missouri)
La ville de Maitland est située dans le comté de Holt, dans l’État du Missouri, aux États-Unis. Sa population s’élevait à 343 habitants lors du recensement de 2010, estimée à 307 habitants en 2016.